# Уркан (верхний приток Зеи)
Уркан (Верхний Уркан, Левый Уркан) — река в Амурской области России, левый приток Зеи.
Длина реки — 234 км, площадь водосборного бассейна — 3740 км². Берёт начало в хребте Джагды, течёт по Верхнезейской равнине. Низовья в подпоре от Зейской ГЭС. Летом возможны значительные дождевые паводки. Питание преимущественно дождевое. Среднегодовой расход воды — 21 м³/с.

## Гидроним
С эвенкийского: уркан — ягельник на сопках; урэкэн — горка, холм, горный хребет.

## Данные водного реестра
По данным государственного водного реестра России относится к Амурскому бассейновому округу, речной бассейн реки Амур, речной подбассейн реки — Зея, водохозяйственный участок реки — Зея от истока до Зейского гидроузла.
Код объекта в государственном водном реестре — 20030400112118100025333.

## Притоки
Объекты перечислены по порядку от устья к истоку.
- 5 км: Рогачи
- 24 км: Буктынья
- 29 км: Тапук-Рогачи
- 37 км: Большой Тапук
- 55 км: Сирик
- 56 км: Амутачи
- 84 км: Шуна
- 86 км: река без названия
- 88 км: Ижак
- 108 км: река без названия
- 112 км: Орогли
- 136 км: река без названия
- 151 км: река без названия
- 166 км: Улагир-Кан
- 168 км: Уркачан
- 185 км: река без названия